# 카롤리네 세게르
사라 카롤리네 세게르(스웨덴어: Sara Caroline Seger, 1985년 3월 19일 ~ )는 스웨덴의 여자 축구 선수이다. 포지션은 미드필더이며, 현재 스웨덴 다말스벤스칸의 FC 로셍오르드에서 활동하고 있다.

## 클럽 경력
2004년부터 2009년까지 린셰핑 FC에서 팀의 주장을 맡았으며 팀의 다말스벤스칸 1회 우승, 여자 스벤스카 쿠펜 3회 우승에 공헌했다. 2009년 12월에는 미국의 필라델피아 인디펜던스, 2010년 12월에는 웨스턴 뉴욕 플래시 소속으로 뛰었고 2011년 8월에 LdB FC 말뫼로 이적했다.
2012년부터 2014년까지 튀레쇠 FF 소속으로 뛰었으며 2014년부터 2016년까지 프랑스의 파리 생제르맹 소속으로 뛰었다. 2016년부터 2017년까지 프랑스의 올랭피크 리옹 소속으로 뛰면서 팀의 디비지옹 1 페미닌 우승, 쿠프 드 프랑스 페미닌 우승, UEFA 여자 챔피언스리그 우승에 공헌했다. 2017년에 FC 로셍오르드로 이적했다.

## 국가대표 경력
2005년 3월에 열린 독일과의 알가르브컵 경기에 처음 출전하면서 스웨덴 여자 축구 국가대표팀 선수로 데뷔했으며 4차례의 UEFA 유럽 여자 축구 선수권 대회(2005년, 2009년, 2013년, 2017년), 4차례의 FIFA 여자 월드컵(2007년, 2011년, 2015년, 2019년), 3차례의 하계 올림픽(2008년 베이징 하계 올림픽, 2012년 런던 하계 올림픽, 2016년 리우데자네이루 하계 올림픽)에 참가했다.
독일에서 개최된 2011년 FIFA 여자 월드컵에서 스웨덴이 3위를 달성하는 데에 공헌했으며 2012년 10월에는 피아 순드하게 감독으로부터 로타 셸린과 함께 스웨덴 여자 축구 국가대표팀 감독의 공동 주장으로 임명되었다. 2013년 3월 6일에 열린 중국과의 알가르브컵 경기에서 사라 투네브로와 함께 A매치 100경기 출전 기록을 수립했으며 스웨덴은 중국과 1-1 무승부를 기록했다.
스웨덴에서 개최된 UEFA 여자 유로 2013에서는 스웨덴의 준결승전 진출에 기여했고 2016년 리우데자네이루 하계 올림픽에서는 본선 6경기에 모두 출전하여 스웨덴의 여자 축구 은메달에 공헌했다. 로타 셸린이 국가대표팀에서 은퇴한 이후에도 스웨덴 여자 축구 국가대표팀의 주장을 역임했다. 프랑스에서 개최된 2019년 FIFA 여자 월드컵에서는 스웨덴이 3위를 달성하는 데에 공헌했으며 특히 잉글랜드와의 3·4위전 경기에서는 자신의 국가대표팀 200경기 출전 기록을 수립했다.

## 사생활
카롤리네 세게르는 2013년 12월에 발행된 스웨덴의 성소수자 잡지인 《QX》와의 인터뷰를 통해 자신이 레즈비언임을 공개적으로 표명했다.

## 수상

### 클럽
린셰핑 FC
- 다말스벤스칸 1회 우승 (2009)
- 여자 스벤스카 쿠펜 3회 우승 (2006, 2008, 2009)
- 여자 스벤스카 수페르쿠펜 1회 우승 (2009)

웨스턴 뉴욕 플래시
- 미국 여자 프로 축구 1회 우승 (2011)

LdB FC 말뫼
- 다말스벤스칸 1회 우승 (2011)
- 여자 스벤스카 수페르쿠펜 1회 우승 (2011)

튀레쇠 FF
- 다말스벤스칸 1회 우승 (2012)

올랭피크 리옹
- 디비지옹 1 페미닌 1회 우승 (2016-17)
- 쿠프 드 프랑스 페미닌 1회 우승 (2017)
- UEFA 여자 챔피언스리그 1회 우승 (2016-17)

### 국가대표
- UEFA 여자 유로 2005 4강
- 2009년 알가르브컵 우승
- 2011년 FIFA 여자 월드컵 3위
- UEFA 여자 유로 2013 4강
- 2016년 리우데자네이루 하계 올림픽 여자 축구 은메달
- 2019년 FIFA 여자 월드컵 3위

### 개인
- 2005년 스웨덴 올해의 약진하는 축구 선수상 수상
- 디아만트볼렌(Diamantbollen, 스웨덴 올해의 여자 축구 선수) 1회 수상 (2009년)
- 2011년 FIFA 여자 월드컵 올스타 팀 선정
- UEFA 여자 유로 2013 올스타 팀 선정